# لئون فولر
لئون فولر (Lon Luvois Fuller؛ ژوئن ۱۹۰۲–۸ آوریل ۱۹۷۸) فیلسوف حقوقی آمریکایی که نظریه حقوق طبیعی سکولار را مطرح کرد و به انتقاداتی از نظریه اثبات‌گرایی حقوقی پرداخت. فولر سالیان متمادی دانشگاه هاروارد بوده‌است. مباحث وی در دهه ۵۰ با فیلسوف شهیر انگلیسی هربرت هارت باعث جان گرفتن نظریات اثبات‌گرایی و حقوق طبیعی شد.
رابرت سامر سامرز در سال ۱۹۸۴ گفت: «فولر یکی از چهار نظریه‌پرداز مهم حقوق بشر ایالات متحده در صد صد سال گذشته بود.»

## پس‌زمینه و اندیشه‌ها
اندیشه‌های وی
فولر در بحث خود در سال ۱۹۵۸ با هارت و به‌طور کامل در اخلاقیات قانون (۱۹۶۴) قصد داشت تا میان دوره ای از نظریه قانون طبیعی سنتی و پوزیتیویسم حقوقی حرکت کند. فولر، مانند بسیاری از آکادمی‌های حقوقی روز او، نظریه‌های سنتی مذهبی نظریه قانون طبیعی را رد کرد، که قوانین انسانی را ریشه در یک «قانون بالاتر» می‌داند که از نظر خدا شناخته شده و جهانی شناخته شده‌است.Fuller این ایده را مطرح کرد که در نوشته‌های برخی از نظریه پردازان قانون طبیعی سنتی یافت می‌شود که در بعضی موارد قوانین ناعادلانه یا سیستم‌های حقوقی قانون نیستند. در پاسخ معروف خود به هارت در بحث هارت-فولر، او نوشت:
من می‌خواهم از خواننده بپرسم که آیا واقعاً می‌تواند هراس هارت را به اشتراک بگذارد، که در نگرانی‌های بعد از جنگ مجدد، دادگاه‌های آلمان قصد داشتند این چیز را قانونی اعلام کنند. آیا می‌توان به‌طور جدی بحث کرد که اگر دادگاه‌های پس از جنگ مطالعات «اصول تفسیری» را که در زمان حکومت هیتلر انجام شده بود، مورد بررسی قرار دادند، در صورتی که دادگاه‌های پس از جنگ مورد بررسی قرار گرفتند، سپس این «اصول» را برای تعقیب معنای این مقررات؟ از سوی دیگر، آیا دادگاه‌ها واقعاً به احترام قانون نازی احترام می‌گذارند اگر آنها قوانین ناسیونالیستی خود را با استانداردهای متنوع و کاملاً متفاوتی تفسیر کنند؟ (ص ۶۵۵)
هارت دادگاه‌های آلمان و رادبوش را نقض می‌کند، نه برای آنچه که آنها معتقد بودند باید انجام شود، بلکه به این دلیل که آنها نتوانستند ببینند که با یک معضل اخلاقی مرتب شده‌اند که بلافاصله به بنتام و آستین آشکار می‌شود. با گریز ساده گفتن «هنگامی که یک قانون به اندازه کافی بد است، قانون متوقف می‌شود»، آنها از مشکلاتی که باید مواجه بودند فرار کردند.
من اعتقاد دارم این انتقاد بدون توجیه است. تا آنجا که به دادگاه‌ها مربوط می‌شود، مسائل قطعاً نمی‌توانست مورد حمایت قرار گیرد، اگر آنها به جای گفتن «این قانون نیستند»، گفتند: «این قانون است، اما آنقدر بد است که ما آن را رد می‌کنیم». (ص ۶۵۵)
برای من هیچ چیز تکان دهنده ای نیست که بگوییم یک دیکتاتوری که لباس خود را با یک فرمول قانونی می‌تواند از اخلاق نظم، از اخلاق درونی خود قانون جلوگیری کند، از یک نظام قانونی متوقف می‌شود. زمانی که یک سیستم خود را به عنوان قانون معرفی می‌کند، قضات قوانین قوانینی که آنها قصد اجرای آن را ندارند، پیش‌بینی می‌شود، زمانی که این سیستم به‌طور معمول بی نظمی‌های قانونی را درمان می‌کند، حتی مهم‌ترین قوانین برگشت‌پذیر، از تروریسم در خیابان‌ها، که هیچ‌کس به چالش نمی‌کشد، برای فرار از آن دسته از محدودیت‌های ناچیز که با تردید قانونی مواجه می‌شوند، زمانی که همه این چیزها برای دیکتاتوری درست شده‌اند، حداقل برای من انکار نیست به آن نام قانون. (ص ۶۶۰)
فولر همچنین ادعای اصلی پوزیتیویسم حقوقی را رد کرد که ارتباط بین قانون و اخلاقیات لازم نیست. طبق نظر فولر، معیارهای اخلاقی خاصی که او «اصول قانونی» می‌نامد، در مفهوم قانون ساخته شده‌است، به این معنی که هیچ چیز به عنوان قانون واقعی که نمی‌تواند این استانداردها را برآورده کند. به موجب این اصول قانونی بودن، اخلاقی درونی به قانون وجود دارد که حداقل اخلاقی بودن عدالت را به وجود می‌آورد. بعضی از قوانین، او می‌پذیرد، ممکن است خیلی شریرانه یا ناعادلانه باشند که نباید از آنها اطاعت کرد. اما حتی در این موارد، او استدلال می‌کند، ویژگی‌های مثبت قانون وجود دارد که یک وظیفه اخلاقی قابل دفاع را برای اطاعت از آنها اعمال می‌کند.
طبق نظر فولر، تمام قوانین قانونی مطابق با هشت شرایط حداقل باید به عنوان قوانین واقعی محاسبه شوند. قوانین باید (۱) به اندازه کافی عمومی باشد، (۲) عمومی اعلام شود، (۳) آینده نگر (یعنی فقط برای رفتار آینده، نه گذشته)، (۴) حداقل حداقل روشن و قابل فهم، (۵) بدون تضاد، (۶) نسبتاً ثابت است، به طوری که آنها به‌طور مداوم از روز به روز تغییر نمی‌کنند، (۷) ممکن است اطاعت کنند، و (۸) به نحوی که به‌طور گسترده‌ای از معنای آشکار یا ظاهری آنها نادیده گرفته نمی‌شود. [۴] اینها اصول قانونی فولر است. او با همدستی، تضمین می‌کند که همه قوانین، استانداردهای اخلاقی احترام، عدالت و پیش‌بینی پذیری را که جنبه‌های مهمی از حاکمیت قانون را تشکیل می‌دهند، تلقی می‌کنند.
فولر این مسائل را در «اخلاق قانون» با یک داستان سرگرم‌کننده دربارهٔ یک پادشاه خیالی به نام رکس که قصد دارد حکومت کند، ارائه می‌کند، اما می‌یابد که هر زمانی که هیچ‌یک از این شرایط مطابقت نداشته باشد قادر به انجام آن نیست. فولر ادعا می‌کند که هدف از قانون این است که «رفتار انسان را به حکومت قوانین» تسلیم کند. اگر هر یک از هشت اصل، به‌طور آشکار فاقد یک سیستم حکومتی باشد، نظام قانونی نخواهد بود. دقیق تر یک سیستم قادر است به آنها پایبند باشد، نزدیکتر به آرمان قانون اساسی خواهد بود، اگرچه در واقع تمام سیستم‌ها باید سازش کنند و از آرمان‌های کامل و وضوح، انسجام، ثبات و … خلاص شوند چهارم
هارت در بررسی اخلاقیات قانون کار Fuller را انتقاد می‌کند و می‌گوید که این اصول صرفاً یک کارایی به معنای پایان است؛ او می‌گوید نادرست است که آنها را اخلاقی بنامند. با استفاده از هشت اصل قانونی بودن فولر، می‌توانست اخلاقی درونی مسمومیت را به عنوان یک اخلاق درونی قانونی، که هارت ادعا می‌کند، پوچ باشد. منتقدان دیگر به ادعای فولر به این نتیجه رسیده‌اند که یک تعهد اولیه برای اطاعت از همه قوانین وجود دارد. بعضی از قوانین ادعا شده‌اند، خیلی غیرعادلانه و سرکوبگر هستند، که حتی یک وظیفه اخلاقی احتمالی برای اطاعت از آنها وجود ندارد.

## کارها
- Law in Quest of Itself, 1940
- Basic Contract Law, 1947 (second edition, 1964)
- Problems of Jurisprudence, 1949
- The Morality of Law, 1964 (second edition, 1969)
- Legal Fictions, 1967
- Anatomy of Law, 1968